# 协兴镇
协兴镇，是中华人民共和国四川省广安市广安区下辖的一个乡镇级行政单位。镇内牌坊村为邓小平的出生地。

## 行政区划
协兴镇下辖以下地区：
协兴社区、牌坊新村社区、金广村、保安村、西来村、金狮村、四新村、先锋村、堡寨村、春堡村、春风村、扯渡村、冠子村、果山村、华福村、战旗村、爱国村、星光村、五一村、牌坊村、协兴村、天星村、八一村、向前村和向阳村。